# Kotorski kotar
Kotorski kotar je bio jedan od kotara u austrijskoj carskoj pokrajini Dalmaciji. Prostirao se je 1900. godine na 674 km2.
Godine 1900. u Kotorskom je kotaru živjelo 37.096 stanovnika.